# Rösti
Rösti (z německého „rösten“, opékat) je tradiční švýcarský pokrm připravovaný z hrubě nastrouhaných brambor, buď vařených nebo syrových, které se zapékají nebo smaží.
Rösti byla původně běžná selská snídaně v kantonu Bern (odtud pochází název Berner Rösti), ale rozšířily se do celého Švýcarska, kde se podávají v různých variacích jako hlavní jídlo (např. se sýrem) nebo příloha a jsou považovány za jeden ze švýcarských národních pokrmů.